# Hasan Tahsin
Pour les articles homonymes, voir Hasan Tahsin (homonymie).

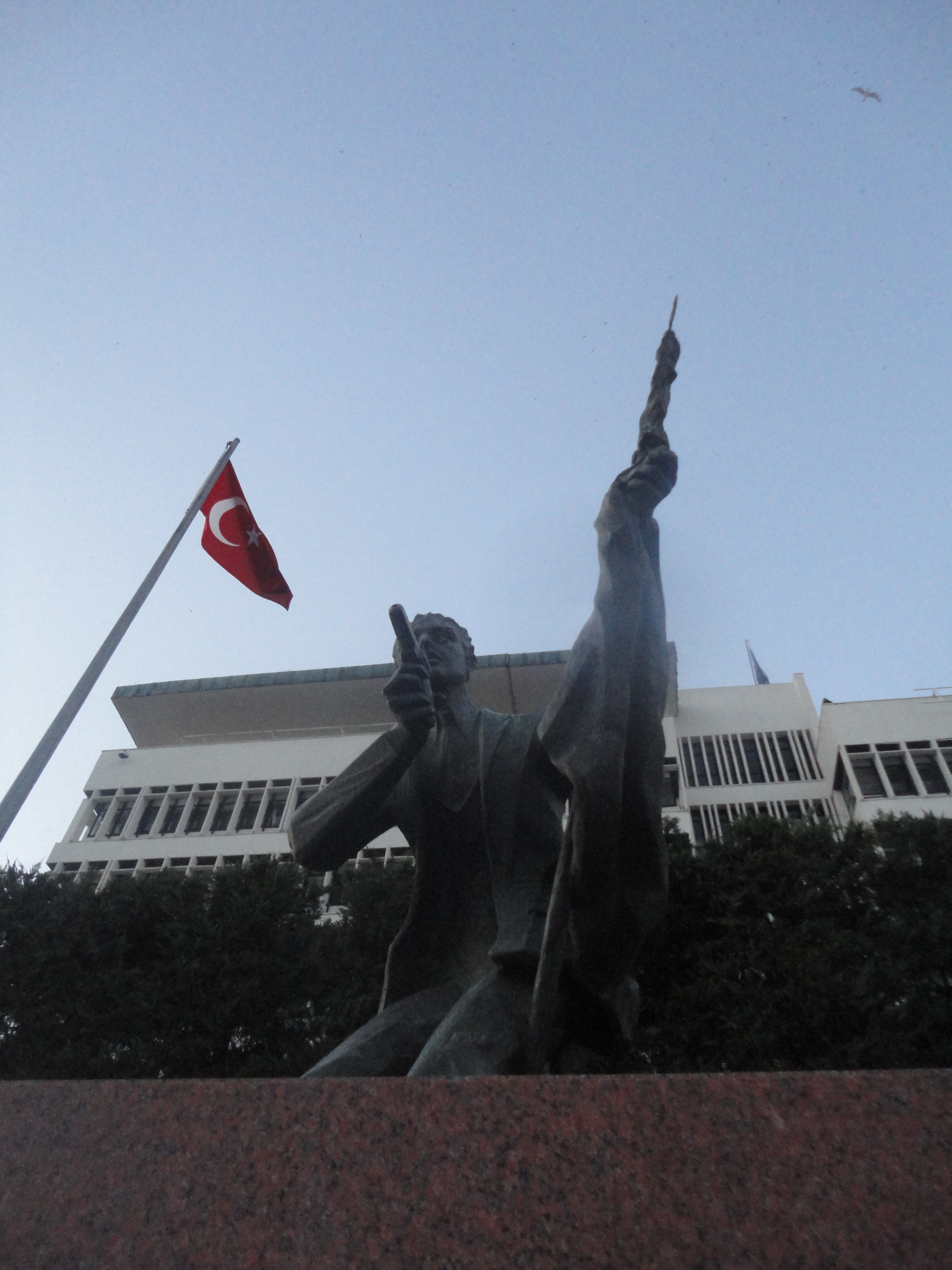
Monument en honneur à Tahsin.

Hasan Tahsin, né Osman Nevres en 1888 à Thessalonique et mort en 1919 à Izmir, est un journaliste ottoman et symbole de la guerre gréco-turque, et plus généralement de la guerre d'indépendance turque au début du XXe siècle.
Il a étudié les sciences politiques à la Sorbonne. Pendant la Grande Guerre, il a été recruté par les services de renseignements turcs. Arrêté à Bucarest en 1916, il a réussi à s'évader. À Izmir, où il vivait à l'époque, il a tiré la première balle contre les forces d'occupation grecques qui débarquèrent le 15 mai 1919. Il fut aussitôt tué par ces dernières sur la place Konak, et il est devenu  ainsi la première victime turque de la guerre d'indépendance (1919-1922). Son action est perçue comme le coup d'envoi de la lutte pour la libération. Un grand monument commémore cet événement à Izmir.